# Taxiphyllopsis iwatsukii
Taxiphyllopsis iwatsukii är en bladmossart som beskrevs av Masanobu Higuchi och Hironori Deguchi 1987. Taxiphyllopsis iwatsukii ingår i släktet Taxiphyllopsis och familjen Hypnaceae. Inga underarter finns listade i Catalogue of Life.